# El Tejabán
El Tejabán är en ort i Mexiko.   Den ligger i kommunen Nuevo Urecho och delstaten Michoacán de Ocampo, i den södra delen av landet, 290 km väster om huvudstaden Mexico City. El Tejabán ligger 493 meter över havet och antalet invånare är 118.
Terrängen runt El Tejabán är huvudsakligen kuperad, men den allra närmaste omgivningen är platt. El Tejabán ligger nere i en dal. Runt El Tejabán är det ganska glesbefolkat, med 42 invånare per kvadratkilometer. Närmaste större samhälle är Lombardía, 16,5 km väster om El Tejabán. I omgivningarna runt El Tejabán växer huvudsakligen savannskog.